# SK Hohenems
SK Hohenems – austriacki klub szachowy z siedzibą w Hohenems, dwukrotny mistrz kraju.

## Historia
Spotkanie założycielskie klubu odbyło się 12 czerwca 1926 roku, a pierwszym prezesem został Otto Monz. W 1929 roku klub dołączył do ÖSB. W latach 30. na zaproszenie klubu symultany grali tacy zawodnicy, jak Jefim Bogolubow i Erich Eliskases. W 1939 roku klub zaprzestał działalności, wznowił ją w 1947 roku. W 1953 roku SK Hohenems zdobył po raz pierwszy w historii mistrzostwo kraju związkowego Vorarlberg, ponownie ten tytuł zdobyto w latach 1969, 1971 i 1975. W 1982 roku zespół awansował do Westligi, a w 1995 roku uzyskał awans do Staatsligi. W debiutanckim sezonie uzyskano czwarte miejsce, a sezon 1997/1998 zakończono na drugim miejscu w tabeli. Dzięki temu klub w 1998 roku zadebiutował w Pucharze Europy, zajmując jednak ostatnie miejsce w grupie 1. W 1999 roku Hohenems zajął trzecie miejsce w lidze i wystąpił w Pucharze Europy, gdzie ponownie zajął ostatnie miejsce w grupie (gr. 4). W 2001 roku zespół zdobył wicemistrzostwo kraju i 29. miejsce w Pucharze Europy, a rok później trzecie miejsce w mistrzostwach Austrii oraz dwunaste w Pucharze Europy. W sezonie [[Bundesliga austriacka w szachach (2003/2004)}|2003/2004]] szachiści klubu zdobyli pierwszy tytuł mistrza kraju. Skład drużyny stanowili wówczas m.in. Jan Gustafsson, Alexander Naumann, David Baramidze i Michael Bezold. W 2008 roku klub zajął trzecie miejsce w Bundeslidze, a w Pucharze Europy był 26. W 2014 roku szachiści Hohenems zdobyli drugi tytuł mistrzowski; następnie w Pucharze Europy austriacki klub zajął 24. pozycję.  W sezonie 2017/2018 uzyskano brązowy medal mistrzostw kraju. W 2023 roku klub zajął dziesiąte miejsce w Bundeslidze, co oznaczało spadek do 2. Bundesligi.

## Arcymistrzowie w historii klubu
- Marco Baldauf[8]
- David Baramidze[9]
- Michael Bezold[4]
- Falko Bindrich[10]
- Sebastian Bogner[11]
- Arik Braun[12]
- Wiktor Gawrikow[9]
- Boris Gelfand[13]
- Kirił Georgiew[13]
- Jan Gustafsson[4]
- Jörg Hickl[14]
- Martin Krämer[15]
- Saša Martinović[16]
- Stefan Mohr[14]
- Alexander Naumann[17]
- Siergiej Owsiejewicz[15]
- Eduardas Rozentalis[18]
- Mihajlo Stojanović[11]